# Benrather linie

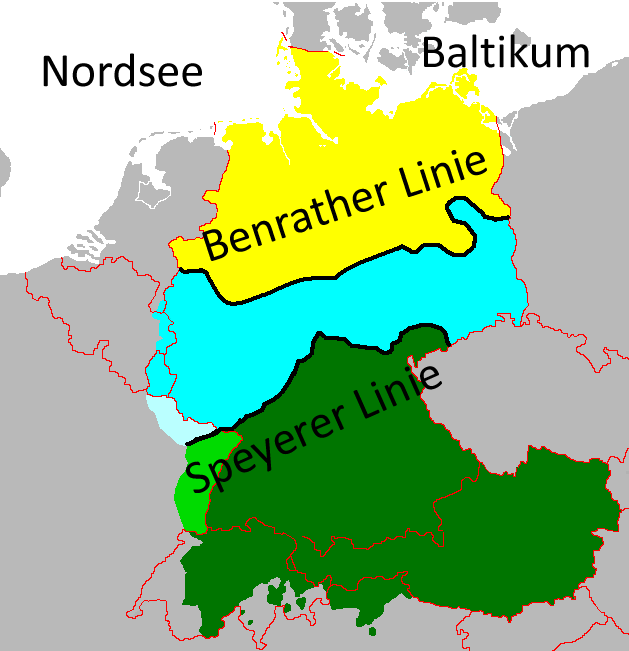
De Benrather linie vormt de scheidslijn tussen het Nederduits en Nederfrankisch (geel) en het Middelduits (blauw).

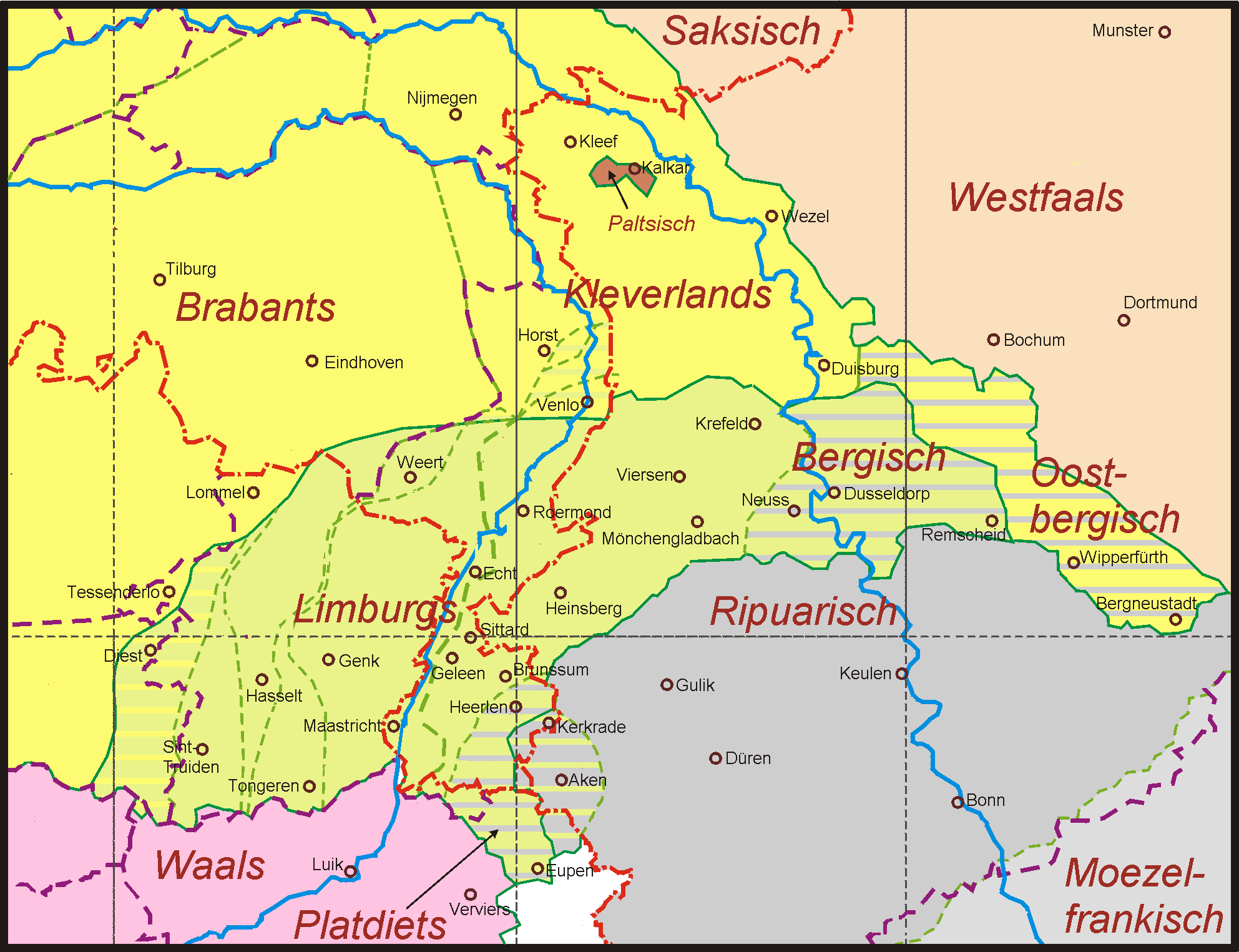
In het westen vormt de Benrather linie (hier de meest zuidelijke groene lijn) de scheidslijn tussen het Limburgs en het Ripuarisch.

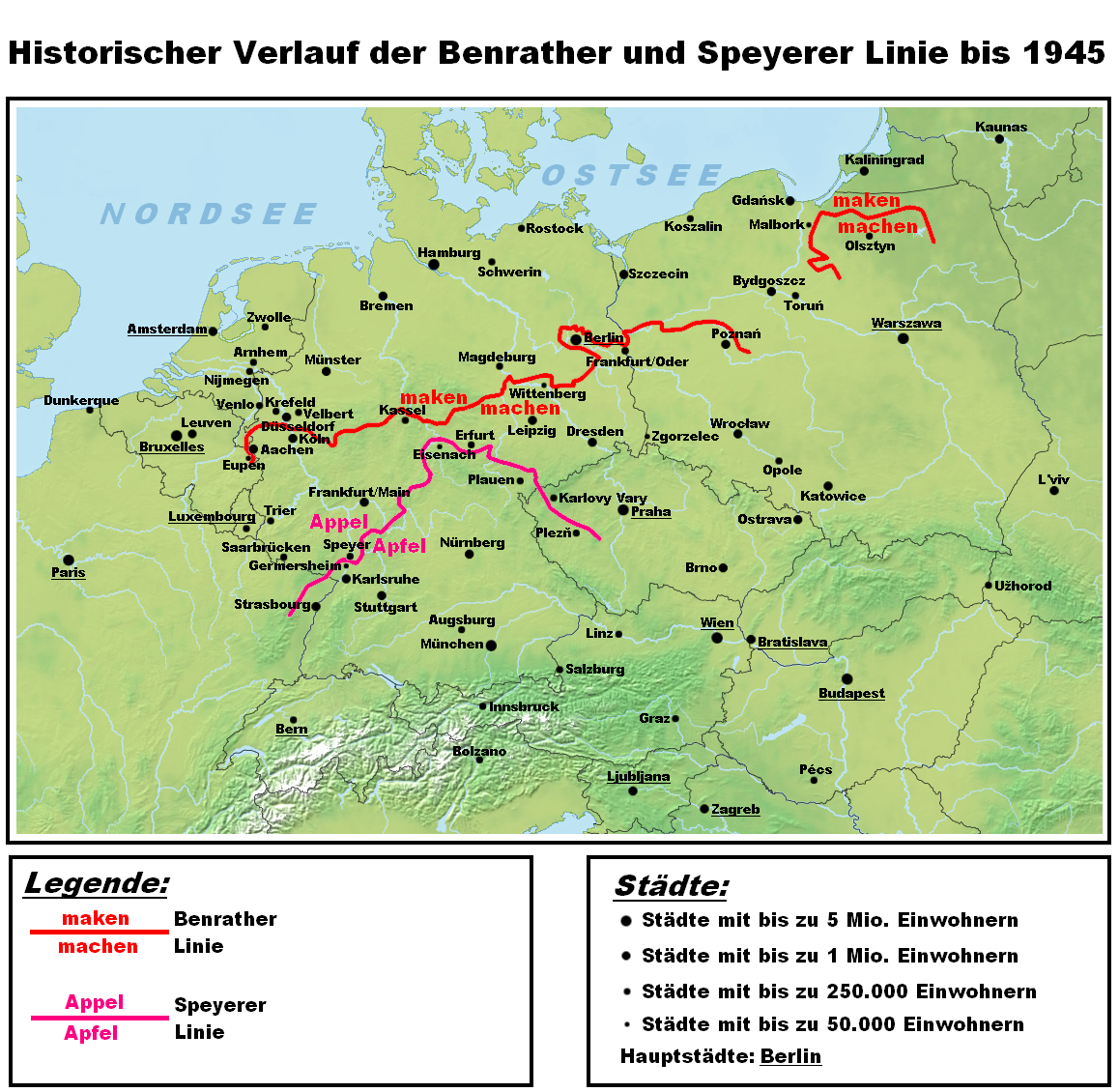
Kaart van de Benrather linie en de Spierse linie

De Benrather linie is een dialectscheidingslijn (isoglosse), die de noordgrens van het Middelduits en de zuidgrens van het Nederduits en het Nederfrankisch vormt. Hiervoor heeft men de maken/machen-lijn gekozen. Deze scheidt de Hoogduitse variëteiten die de verandering van niet gegemineerde k in ch na klinkers hebben doorgemaakt, van de Nederduitse en Nederfrankische variëteiten waarvoor dat niet geldt.
De Benrather linie werd in 1877 zo genoemd door Georg Wenker. De naam verwijst naar het dorpje Benrath (sinds 1929 een deel van Düsseldorf), waar de lijn de Rijn oversteekt.

## Verloop
Globaal verloopt de Benrather linie als volgt: Aken - Düsseldorf-Benrath - Olpe - Frankenberg (Eder) - Kassel - Nordhausen - Aschersleben - Dessau - Jüterbog - Frankfurt (Oder). Berlijn wordt gedeeltelijk tot het Middelduits gerekend. Ten noorden van de lijn liggen de Nederduitse en Nederfrankische variëteiten, ten zuiden de Middelduitse (die deel uitmaken van het Hoogduits).

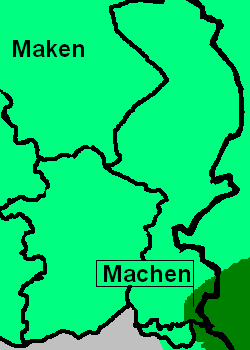

De lijn begint bij de Germaans-Romaanse taalgrens ten zuiden van Eupen in België, loopt ten oosten van Eupen naar het noorden, kruist de Nederlands-Belgische grens en verder naar het noorden de Nederlands-Duitse grens. De consequentie is dat het dialect van Eupen (waar het Duits de officiële taal is) tot het Nederlands dan wel Nederduits wordt gerekend. De dialecten van de Nederlandse plaatsen Vaals, Bocholtz, Simpelveld en Kerkrade, die ten oosten van de lijn liggen, horen bij het Middelduits. In Duitsland loopt de lijn in noordoostelijke richting naar de Duits-Poolse grens aan de Oder; vroeger liep zij verder naar het oosten tot in Ermland (ten zuiden van Koningsbergen). Het Nederfrankische gebied omvat vrijwel geheel Nederland en Vlaanderen. Het Nederduitse gebied omvat de Duitse deelstaten Sleeswijk-Holstein, Hamburg, Bremen, Nedersaksen, Noordrijn-Westfalen, Mecklenburg-Voor-Pommeren, Saksen-Anhalt, Brandenburg en Berlijn. Een deel van het voormalig Duitse grondgebied dat nu in Polen ligt (Oost- en West-Pruisen) hoorde hier tot 1945 ook bij.
Variëteiten die de Hoogduitse klankverschuiving slechts ten dele hebben doorgemaakt vinden we in een groot gebied dat loopt van Belgisch Limburg (en zelfs van het oosten van Vlaams-Brabant), tot ver ten oosten van de Rijn en van Venlo tot aan de Moezel. Vanwege de uitwaaiering van de isoglossenbundels noemt men dit gebied de Rijnlandse waaier. Ten dele ligt die ten noorden van de Benrather Linie: in de meeste Limburgse dialecten zegt men bijvoorbeeld ich en ouch, maar hebben alle andere woorden de k behouden. De lijn die de grens van het woord voor "ik" apart tekent heet de Uerdinger linie. Dit is een zijlijn van de Benrather linie. Het blijft enigszins willekeurig welke isoglosse men neemt en niet alleen de k maar ook de p en de t zijn veranderd; in Nederland was het daarom geruime tijd niet ongebruikelijk ieder dialect dat enig kenmerk van de klankverschuiving heeft Middelduits te noemen. Later is men eerder het gezamenlijke Nederfrankische karakter gaan benadrukken van de streektalen ten westen en noorden van de Benrather linie.

## Veranderingen in de twintigste eeuw
Vanaf 1944 zijn nagenoeg alle Duitsers uit de gebieden van het hedendaagse Polen verdreven. Ten oosten van de Oder-Neissegrens bestaan er daardoor alleen nog minieme, verspreide resten van de oorspronkelijke Duitse dialecten en is de Benrather linie dus verdwenen.
De dialecten van Zuid-Brandenburg (in de voormalige DDR) zijn in de twintigste eeuw meer op het Hoogduits gaan lijken, zodat daar de Benrather linie noordwaarts geschoven is. Het oude woord ick bleef daar bewaard, met als gevolg dat de situatie in Berlijn nu ongeveer de tegenovergestelde is van die in (bijvoorbeeld) Maastricht.
Aan het begin van de twintigste eeuw karteerde Jos. Schrijnen het verloop van de Benrather lijn in Nederland, omdat Wenkers isoglosse stopte aan de Nederlandse grens. Schrijnen constateerde dat de lijn tussen Eygelshoven en Rimburg doorliep. Een kartering aan het begin van de 21e eeuw door de heemkundige Hans Hermans maakte duidelijk dat de lijn naar het zuiden was opgeschoven tussen Eygelshoven en Kerkrade. In de loop van ongeveer 100 jaar is zo aan de grens een discontinuïteit ontstaan.